# Rustavi
Rustavi (in georgiano რუსთავი?) è una città della Georgia sud orientale, capoluogo della regione di Kvemo Kartli, a 25 km a sud est della capitale Tbilisi.

## Storia
La città fu fondata nel 1948 per la produzione metallurgica. Stalin fece venire operai da diverse parti della Georgia. Il nome è stato ripreso da quello di una città distrutta intorno al 1400 dai Mongoli di Tamerlano.

## Società

### Evoluzione demografica

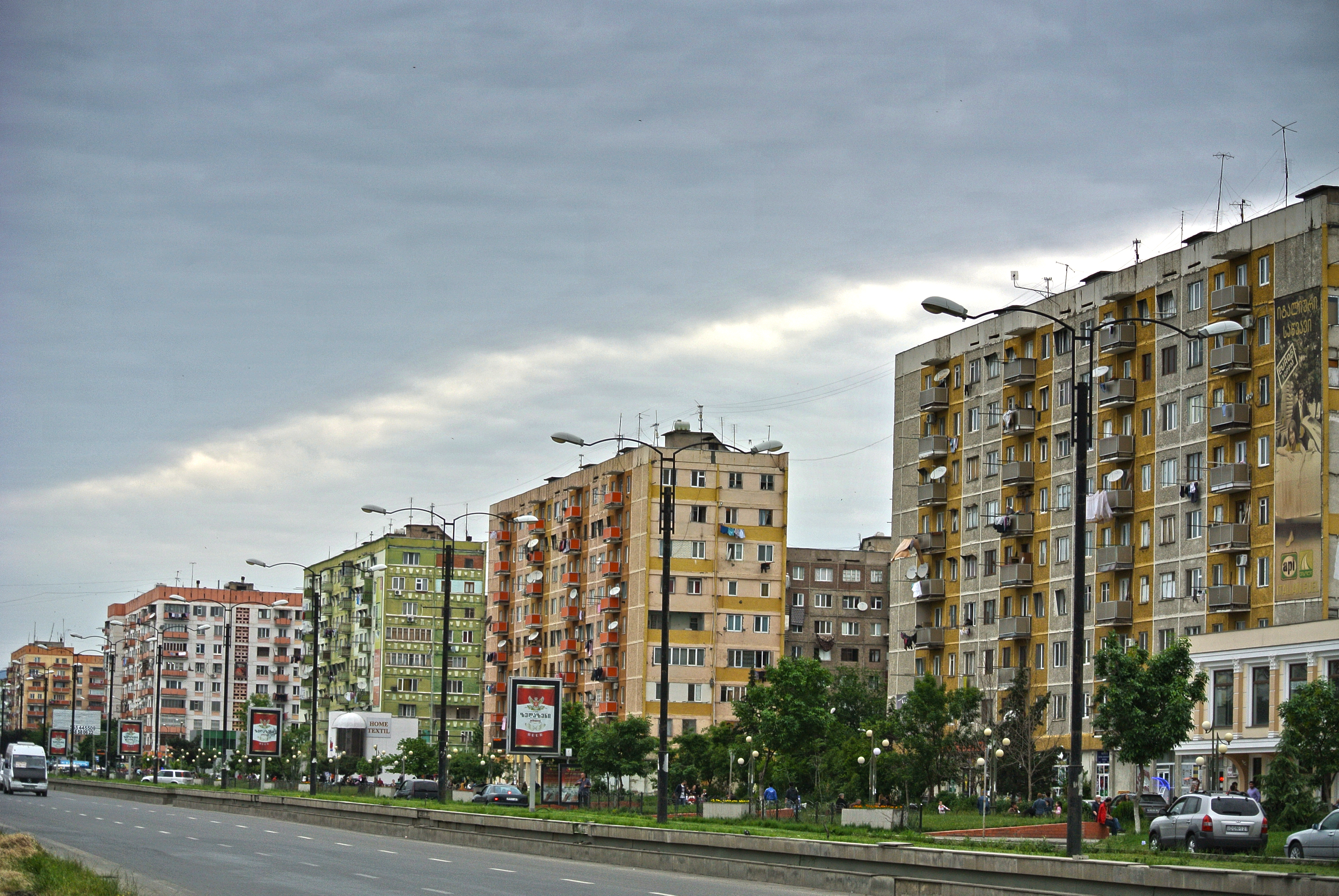
Effetti architettonici della espansione sotto il dominio sovietico

All'inizio del 2021 Rustavi contava più di 130 072 abitanti, un aumento del 4% rispetto al censimento del 2014. Questo aumento ha portato Rustavi a essere la quarta città più popolosa della Georgia, appena dietro in classifica rispetto a Kutaisi, che soffre al contrario di una contrazione della popolazione. Rustavi ha registrato una rapida crescita grazie alla industrializzazione in era sovietica sotto Stalin. Dopo la riconquistata indipendenza della Georgia nel 1991 e gli anni di guerra civile e crisi che seguirono, molti residenti emigrarono a causa della disoccupazione. Il punto più basso è stato raggiunto intorno al 2002, ma in seguito la crescita si è riavviata a partire dagli anni 2010 quando le attività industriali e l'occupazione sono riprese.
Nel 2014 la composizione etnica di Rustavi era quasi del 92% da georgiani, con comunità minoritarie di Azerbaigiani (3,7%), Armeni (1,6%) e russi (1,2%). Abbastanza sorprendentemente, più di 500 Osseti (0,4%) vivevano in città. Altre minoranze etniche includevano 315 Ucraini, 239 Yazidi, oltre 166 Greci del Ponto, 55 Assiri e un numero minore di Kisti, Ebrei, Abkhazi e Lom.
Le proporzioni delle minoranze etniche in città non hanno sempre avuto questa suddivisione. Soprattutto nel periodo sovietico, i valori erano completamente diversi, con un numero molto più significativo di russi. La città aveva anche una consistente comunità osseta. La migrazione durante e dopo la caduta dell'Unione Sovietica e i conflitti e contrasti degli anni successivi hanno reso la città georgiana molto più monoetnica.

## Amministrazione

### Gemellaggi
La città di Rustavi è gemellata con:
- Akmenė
- Cherkasy
- İnegöl
- Ivano-Frankivsk
- Kiruna
- Kryvyj Rih
- Łódź
- Panevėžys
- Płock
- Sumqayit
- Zhodzina

## Sport

### Calcio
La squadra principale della città è il Sapekhburto K'lubi Rustavi.